# Milagre eucarístico de Sousa

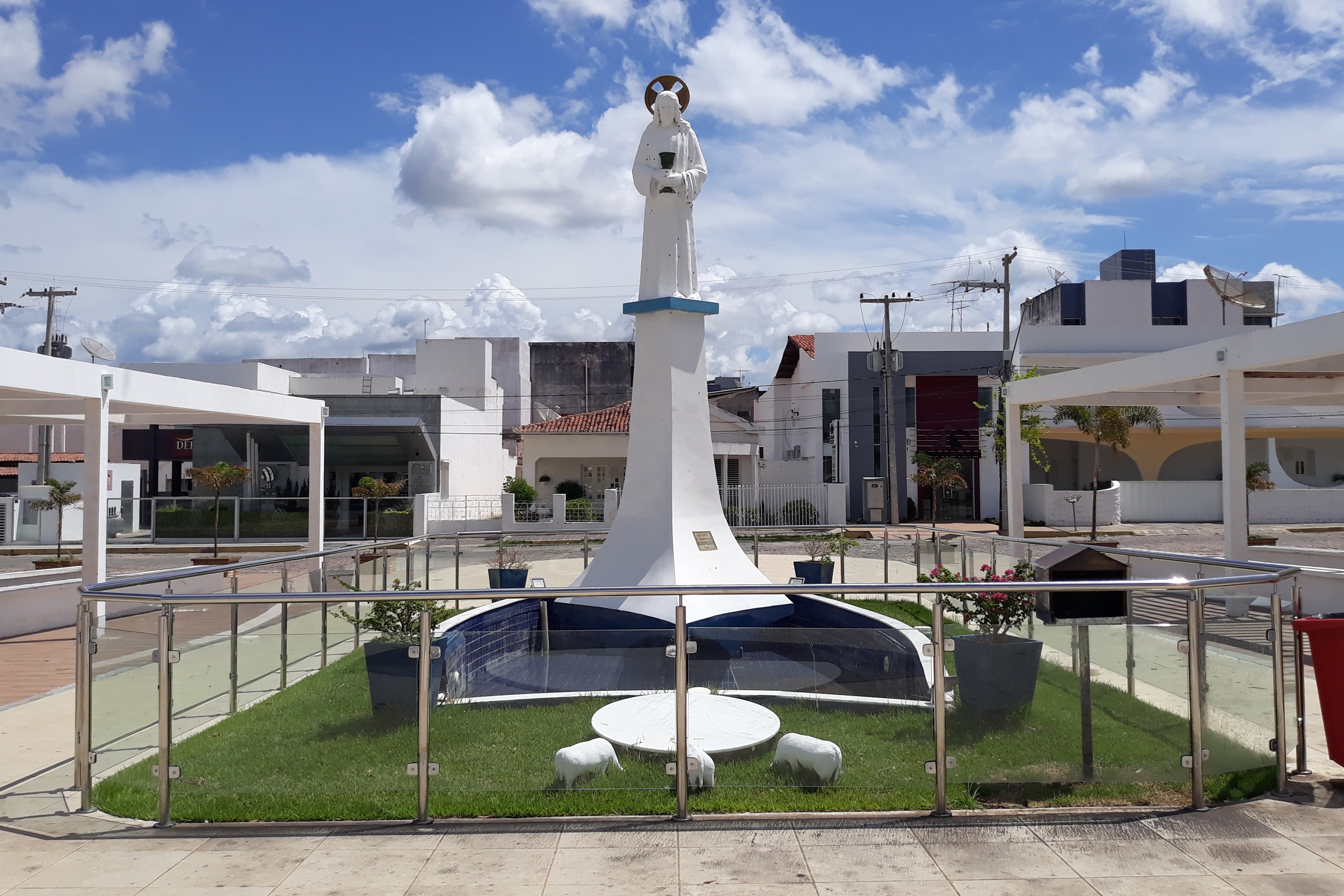
Estátua erigida em memória do Milagre Eucarístico de Sousa, localizada próximo à Igreja Matriz do Bom Jesus, no centro de Sousa, Paraíba, Brasil

O Milagre Eucarístico de Sousa foi um evento ocorrido em março de 1814 na cidade de Sousa, localizada no  sertão da Paraíba, ao qual os católicos atribuem o nome de "milagre". 
No dia 25 de março, dia da festa da Encarnação do Verbo, durante a celebração da Missa na pequena e primitiva Igreja de Nossa Senhora dos Remédios (Igreja do Rosário), um feiticeiro negro, confessado no dia anterior, aproximou-se do Altar para receber a Comunhão. Quando o padre (provavelmente o padre Luiz José Correia de Sá, então vigário da época) colocou a Hóstia em sua boca, ele a retirou, escondeu-a nas dobras da camisa e saiu correndo de dentro do templo, entrando em um fechado matagal que havia perto. Após perceberem o fato, alguns fiéis gritaram angustiadamente que havia ocorrido um Sacrilégio e diante do desespero de alguns, puseram-se a perseguir o dito feiticeiro com medo de que o mesmo usasse a Hóstia como amuleto ou para rituais satânicos e isto trouxesse maldição e castigo para a região.
Alguns dias depois, um pastor tangia suas ovelhas entre os juazeiros, típicos da região, quando notou, curioso, que estas se ajoelharam em círculo em torno de um ponto fixo. Percebeu, pairando no ar sobre um capinzal, uma Hóstia com as ovelhas "montando guarda ao Cordeiro de Deus que tira os pecados do mundo" (GADELHA, 1986). A Sagrada Partícula resistira ao calor, às intempéries e se conservava de tal modo perfeita em sua alvura, que as mãos sacrílegas não a puderam profanar. 
O pastor procurou o vigário  e disse a ele: "Seu vigário, encontrei Nosso Senhor! Mas como sei que só Vosmecê pode pegar nEle, não trouxe a Hóstia. Vamos depressa, os carneiros ficaram botando sentido!" (GADELHA, 1986).
Indo depressa ao local e convocando a população local como testemunha, o vigário recolheu a Partícula numa Custódia de ouro e levou-a em procissão até a Igreja do Rosário, de onde fora roubada. Reza a tradição oral e popular que deste cortejo solene também participaram as ovelhas e cordeiros acompanhando, até chegarem a Igreja de Nossa Senhora dos Remédios. De igual forma, conta-se que era frequente a visita dos rebanhos ao pátio da matriz, mesmo após o crescimento da cidade.
No exato local onde foi encontrada a Sagrada Partícula sendo adorada pelo rebanho foi construída uma capela a partir de 1855, demolida na década de 1960 para construção de uma avenida. A atual Igreja do Bom Jesus, no mesmo local, teve sua pedra fundamental lançada em 15 de agosto de 1967 pelo Padre Lamberto Bogard. Em frente a esta Igreja também se erigiu em homenagem ao acontecimento a Praça do Milagre, que contém um monumento comemorativo.
Um vigário da referida Paróquia, o Padre Dagmar Nobre de Almeida, que escreveu um livro sobre o referido milagre, relata que foi testemunha ocular do seguinte fato: um rebanho de ovelhas e cordeiros subiram balindo, rodearam e bafejaram os escombros da velha Matriz do Bom Jesus, em fase de demolição. Ele completa afirmando que esse sinal extraordinário ocorreu no dia 20 de novembro de 1972, às 5 horas da manhã, quando se preparava para celebrar o Santo Sacrifício da Missa. 
Em Cajazeiras, sede da atual Diocese que contém a guarda da tradição do suposto milagre, há uma homenagem a este acontecimento sobrenatural. Na cidade há, na Praça Dom João da Mata, um monumento erigido em comemoração ao Congresso Eucarístico de 1935, no qual está representada a Hóstia rodeada pelos cordeiros. Sobre o quadro em alto relevo de bronze lê-se a inscrição que diz: "Milagre Eucarístico de Sousa" e em outra face lê-se a inscrição em latim que diz: "Panis Angélicus Fit Panis Hominum".

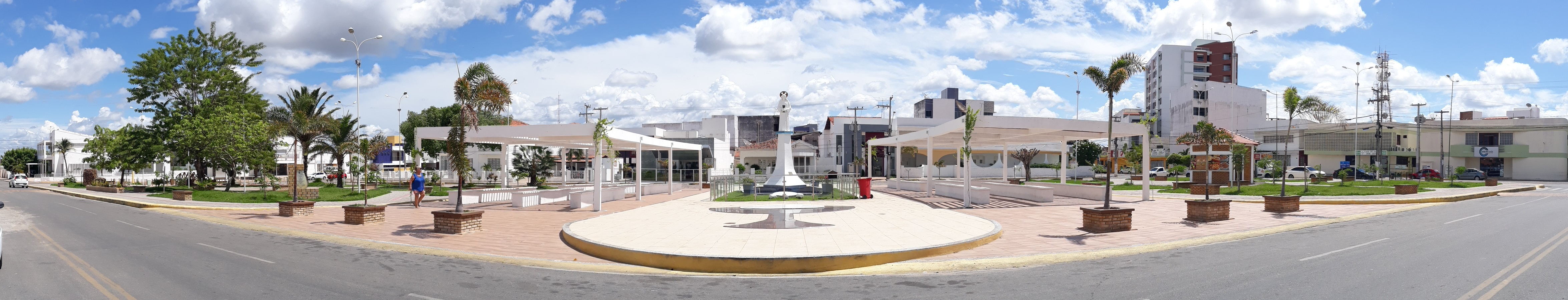
Praça do Milagre